# Pèl radicular

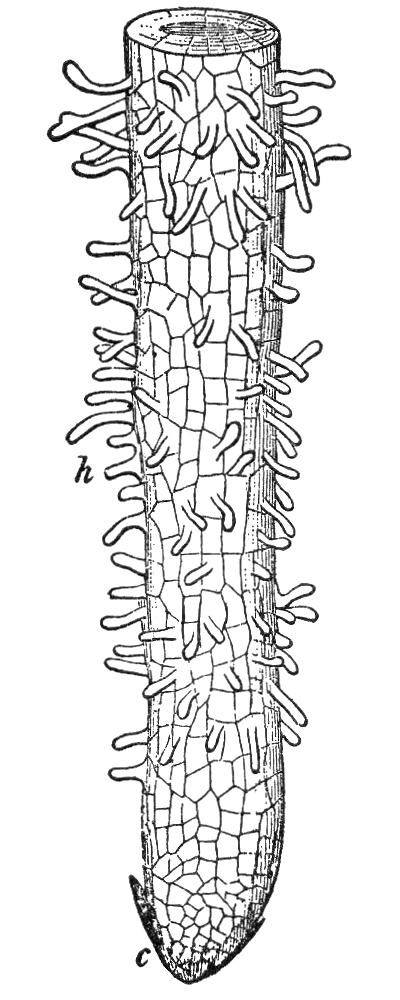
Punta d'arrel amb pèls radiculars

En botànica, es denomina pèl radicular (o també pèl radical o pèl absorbent) a una cèl·lula amb forma de tub de la rizodermis de l'arrel d'una planta. Els pèls radicals són extensions laterals d'una sola cèl·lula i rarament són ramificats. Es troben a la zona pilífera de l'arrel.
La seva vida mitjana és de 2 a 3 setmanes i contínuament es formen nous pèls en l'extrem de l'arrel. D'aquesta manera, es manté constantment un gran nombre de pèls absorbents en l'arrel que poden arribar a una densitat de 2.000 per cm². Els pèls radicals varien en grandària des de 5 a 17 micròmetres de diàmetre i de 80 a 1.500 micròmetres en longitud.

## Funcions
Les arrels poden tenir una sorprenent quantitat de pèls radicals, la qual cosa incrementa l'àrea superficial de les mateixes i, per tant, incrementen la capacitat de la planta per absorbir nutrients i aigua. Generalment tenen una gran superfície, en relació amb les altres cèl·lules que els ajuda a absorbir l'aigua i minerals de manera molt eficient.

## Importància
Els pèls radiculars formen una superfície important sobre el qual les plantes absorbeixen la major part de la seva aigua i nutrients. També estan directament involucrats en la formació de nòduls radicals poblats de bacteris del gènere Rhizobium que assimilen el nitrogen atmosfèric en les plantes lleguminoses.